# Oliver Ford Davies
Pour les articles homonymes, voir Davies.
Oliver Ford Davies, de son nom complet Oliver Robert Ford Davies, né le 12 août 1939 à Londres (Angleterre), est un acteur britannique.

## Biographie
À l'âge de 11 ans, il monte pour la première fois sur scène dans une pièce de théâtre montée par son école : Richard of Bordeaux de Gordon Daviot. Il se rend alors compte qu'il « aime être quelqu'un d'autre ». Pourtant, il suit la voie de son père, professeur, et part étudier à Oxford. En 1964, il obtient un poste de conférencier en histoire à l'université d'Édimbourg. Cependant, ce travail ne lui plaît pas et, après quelques années, avec l'approbation d'un de ses professeurs, il plaque tout pour devenir acteur.
En 1967, âgé de 27 ans, il intègre une jeune compagnie, Birmingham Rep, aux côtés d'autres acteurs tels que Michael Gambon, Brian Cox et Timothy Dalton. Son premier metteur en scène, Peter Dews, lui dit qu'il deviendra bon à l'âge de 50 ans. Celui-ci a raison car c'est en 1989 qu'Oliver Ford Davies obtient son premier grand rôle dans la pièce de théâtre Racing Demon de David Hare, qui lui vaut un Laurence Olivier Awards du meilleur acteur.

## Théâtre
- 1989 : Racing Demon de David Hare
- 2008 : Hamlet de William Shakespeare, mise en scène de Gregory Doran : Polonius
Diffusé le 26 décembre 2009 sur la BBC
- 2009 : Tout est bien qui finit bien de William Shakespeare : Roi de France
Diffusé le 1er octobre 2009 dans le cadre du programme National Theatre Live
- 2013 : Richard II de William Shakespeare, mise en scène de Gregory Doran (Royal Shakespeare Company) : Edmond, duc d'York
- 2014 : Henri IV, Part II de William Shakespeare, mise en scène de Gregory Doran (Royal Shakespeare Company) : Shallow

## Filmographie

### Cinéma
- 1986 : Defence of the Realm de David Drury : Anthony Clegg
- 1988 : Jade, court métrage de Jonathan Hourigan : Professeur
- 1989 : Scandal de Michael Caton-Jones : Mr. Woods, MI5
- 1990 : Paper Mask de Christopher Morahan : Coroner
- 1995 : Raison et sentiments d'Ang Lee : Dr Harris
- 1997 : La Dame de Windsor de John Madden : Dean of Windsor
- 1997 : Mrs. Dalloway de Marleen Gorris : Hugh Whitbread
- 1998 : McLibel: Two Worlds Collide, documentaire de Franny Armstrong et Ken Loach : Dr Arnott
- 1998 : Titanic Town de Roger Michell : Whittington
- 1999 : Un mari idéal d'Oliver Parker : Sir Hugo Danforth
- 1999 : Star Wars, épisode I : La Menace fantôme de George Lucas : Sio Bibble
- 2001 : Coup de peigne de Paddy Breathnach : Dr Hamilton
- 2001 : Les Visiteurs en Amérique de Jean-Marie Poiré : Pit Rivers
- 2001 : Revelation de Stuart Urban : Professeur Casaubon
- 2002 : Star Wars, épisode II : L'Attaque des clones de George Lucas : Sio Bibble
- 2003 : Johnny English de Peter Howitt : Archevêque de Cantorbéry
- 2003 : The Mother de Roger Michell : Bruce
- 2004 : Gladiatress de Brian Grant (non crédité)
- 2005 : Star Wars, épisode III : La Revanche des Sith de George Lucas : Sio Bibble
- 2005 : Heidi de Paul Marcus : Dr Classen
- 2011 : The Deep Blue Sea de Terence Davies : Hester's Father
- 2012 : Victoria Meets, court métrage de Robert Bierman : William Gladstone
- 2022 : Sans filtre (Triangle of Sadness) de Ruben Östlund  : Winston

### Télévision

#### Téléfilms
- 1977 : Philby, Burgess and Maclean de Gordon Flemyng : Patterson
- 1980 : Closing Ranks de Gordon Flemyng : Docteur
- 1987 : Cause célèbre de John Gorrie : J.D. Casswell
- 1989 : Wiesenthal de Michael Caton-Jones : Commandant de police
- 1991 : The War That Never Ends de Jack Gold : Représentant Melian
- 1992 : The Cloning of Joanna May de Philip Saville : Gerald
- 1994 : MacGyver: Le Trésor perdu de l'Atlantide (Lost Treasure of Atlantis) de Michael Vejar : Professeur Carson
- 1996 : Truth or Dare de John Madden : Derek McKendrick
- 1997 : Scandale à la cour (A Royal Scandal) de Sheree Folkson : Lord Liverpool
- 1999 : David Copperfield de Simon Curtis : Mr. Wickfield
- 2001 : Jack et le Haricot magique de Brian Henson : Dr Newman
- 2002 : Sunday de Charles McDougall : Lord Halisham
- 2002 : Bertie and Elizabeth de Giles Foster : Archbishop Lang
- 2002 : Murder de Beeban Kidron : Père Daniel
- 2002 : Sirens de Nicholas Laughland : Henry Marshall
- 2003 : Meurtre au champagne de Tristram Powell : Colonel Geoffrey Reece
- 2004 : Wren: The Man Who Built Britain, documentaire : Sir Roger Pratt
- 2005 : Cherished de Robin Sheppard : Lord Justice Judge
- 2007 : The Relief of Belsen de Justin Hardy : Martin Lipscomb
- 2008 : Margaret Thatcher: The Long Walk to Finchley de Niall MacCormick : Sir Donald Kaberry

#### Séries télévisées
- 1972 : Spyder's Web : Heath / One (2 épisodes)
- 1973 : Moonbase 3 (mini-série) : Astronaute (1 épisode)
- 1973 : Poigne de fer et séduction : Hansen (1 épisode)
- 1973 : The Brontës of Haworth (mini-série) : John Hunter Thompson (1 épisode)
- 1974 : Father Brown : Détective Inspecteur Corliss (1 épisode)
- 1974-1977 : Crown Court : Divers rôles (4 épisodes)
- 1982 : Tenko : Prêtre (2 épisodes)
- 1983 : The Citadel (mini-série) : Révérend Parry
- 1983 : The Nation's Health : Mr. Attwood (1 épisode)
- 1984 : Mitch : Department's Assistant Commissioner Gradley (1 épisode)
- 1988 : Hannay : Ambassadeur russe (1 épisode)
- 1988 : A Very Peculiar Practice : Conférencier (1 épisode)
- 1988 : King & Castle : Jackson (1 épisode)
- 1988 : A Very British Coup (mini-série) : Tweed, un membre du personnel (3 épisodes)
- 1988 : A Taste for Death (mini-série) : Père Francis Barnes (6 épisodes)
- 1989 : Casualty : Le Major (1 épisode)
- 1989 : Confessional : Évêque de Londres (1 épisode)
- 1989-1994 : Screen Two : Divers rôles (2 épisodes)
- 1990 : Chancer : Vicaire (1 épisode)
- 1990 : Screen One : James Acheson (1 épisode)
- 1991 : Inspecteur Morse : Frederick Redpath (1 épisode)
- 1992 : Goodbye Cruel World (mini-série) : Collins (2 épisodes)
- 1992 : Van der Valk : Guus Kroese (1 épisode)
- 1992 : Les Aventures du jeune Indiana Jones : Capitaine du navire (1 épisode)
- 1992 : Anglo Saxon Attitudes (mini-série) : Professeur Stokesay (3 épisodes)
- 1992 : Covington Cross : Comte de Rougham (1 épisode)
- 1993 : Maigret : Dr Pardon (1 épisode)
- 1993 : Alleyn Mysteries : Sir Herbert Carrados (1 épisode)
- 1993 : Between the Lines : John Gollap (1 épisode)
- 1995 : Coogan's Run : Dr Phillips (1 épisode)
- 1995-2001 : Kavanagh : Peter Foxcott, QC (26 épisodes)
- 1996 : Expert Witness (documentaire) : Professeur Alan Usher (1 épisode)
- 1996 : Wycliffe : Dr Donald Treloar (1 épisode)
- 1997 : Pie in the Sky : James Truman (1 épisode)
- 1997 : The Uninvited
- 1997 : A Dance to the Music of Time (mini-série) : Le Bas (2 épisodes)
- 1999 : Heartbeat : Henry Tomkinson (1 épisode)
- 2000 : Hercule Poirot : Dr Sheppard (épisode Le Meurtre de Roger Ackroyd)
- 2001 : The Way We Live Now (mini-série) : Mr. Longestaffe (4 épisodes)
- 2002 : Foyle's War : Lawrence Gascoigne (1 épisode)
- 2003 : My Uncle Silas : Cosmo (1 épisode)
- 2003 : MI-5 : Sir Richard "Dickie" Bowman (1 épisode) (non crédité)
- 2004 : Rosemary and Thyme : Sir Basil Slavinski (1 épisode)
- 2005 : Inspecteur Barnaby : Otto Benham (1 épisode)
- 2007 : Meurtres en sommeil : Hugo Keegan (2 épisodes)
- 2011 : Land Girls : Évêque Selvey (1 épisode)
- 2012 : Game of Thrones : Maester Cressen (1 épisode)
- 2013 : Miss Marple : Major Palgrave (1 épisode)
- 2014 : 37 Days (mini-série) : Cunliffe (1 épisode)

## Distinctions
- Laurence Olivier Awards 1990 : Meilleur acteur pour Racing Demon